# Burn the Witch
"Burn the Witch" é uma canção da banda inglesa de rock Radiohead, lançada em 3 de maio de 2016. Ela foi lançada pela XL Recordings.

## Descrição
É a faixa de abertura do álbum e apresenta uma linha de piano tipicamente new age influenciada pelo estilo das composições do músico britânico Michael Nyman.

## Vídeo musical
O vídeo, feito em animação e técnica de stop-motion, homenageia os programas infantis de televisão da Trilogia Trumptonshire, bem como o filme de terror The Wicker Man, de 1973.

## Lista de faixas

### 7"
- XL – 407917[4]

| N.º | Título           | Duração |  |
| 1.  | "Burn the Witch" | 3:40    |  |

| N.º | Título    | Duração |  |
| 1.  | "Spectre" | 3:40    |  |

## Certificações
| Região                                                                                                  | Certificação | Vendas |
| --- | ------------ | ------ |
| Canadá (Music Canada)                                                                                   | Ouro         | 5 000^ |
| *números de vendas baseados somente na certificação ^números de vendas baseados somente na certificação |              |        |